# Folcwald
Folcwald (del inglés antiguo: caudillo del pueblo) fue un rey legendario de los frisones de la era de Vendel (siglo V) y padre del caudillo Finn, y según algunas fuentes era hijo de Gaut, quien sería adorado como divinidad. Aparece como personaje en los poemas Widsith y Beowulf.
De todos los personajes que aparecen en Widsith, solo Finn acompaña al nombre de su padre, lo que parece indicar que era una persona distinguida y gran guerrero en un oscuro periodo de la Edad Media, aunque no con certeza ya que han desaparecido muchas fuentes contemporáneas. 